# Civil-Air-Transport-Flug 010
Am 16. Februar 1968 verunfallte eine Boeing 727-92C der Civil Air Transport auf dem Civil-Air-Transport-Flug 010 (Flugnummer: CT010, Funkrufzeichen: MANDARIN 010), einem internationalen Linienflug von Hongkong nach Taipeh, indem sie von den Piloten im Endanflug ins Gelände gesteuert wurde. Bei dem Unfall kamen 21 Personen an Bord sowie ein Mensch am Boden ums Leben, 42 Insassen der Maschine überlebten.

## Maschine
Bei dem verunglückten Flugzeug handelte es sich um eine Boeing 727-92C mit der Werknummer 19175 und der Modellseriennummer 339, die zum Zeitpunkt des Unfalls ein Jahr und drei Monate alt war. Die Maschine wurde im Werk von Boeing in Renton im Bundesstaat Washington montiert und absolvierte am 19. November 1966 ihren Erstflug, ehe sie am 10. Dezember 1966 an Air America ausgeliefert wurde, bei der sie mit dem Luftfahrzeugkennzeichen N5093 in Betrieb genommen wurde. Im Januar 1968 übernahm die Civil Air Transport die Maschine und ließ sie mit dem Kennzeichen B-1018 wieder zu.
Das dreistrahlige Schmalrumpfflugzeug war mit drei Turbojettriebwerken des Typs Pratt & Whitney JT8D-9 ausgestattet.

## Insassen
Den Flug hatten 52 Passagiere angetreten, es befand sich eine elfköpfige Besatzung an Bord. Der 46-jährige Flugkapitän Stuart E. Dew verfügte über 108 Stunden Flugerfahrung mit der Boeing 727, der Erste Offizier hatte 104 Stunden mit der Boeing 727 absolviert. Der dienstälteste Flugkapitän und Flugbetriebsleiter der Civil Air Transport, Hugh Hicks, saß beim Start auf dem Jumpseat im Cockpit.

## Unfallhergang
Die Maschine, die zuvor an diesem Tag aus Taipeh nach Hong Kong geflogen war, startete um 20:18 Uhr vom Flughafen Hong Kong-Kai Tak zum Rückflug nach Taipeh. Um 20:45 Uhr meldeten die Piloten das Überfliegen des Knotenpunktes Yellowtail in 29.000 Fuß Höhe. Um 20:59 Uhr meldeten sie das Überfliegen des Drehfunkfeuers von Makung und erhielten die Anweisung, auf 11.000 Fuß zu sinken. Um 21:11 Uhr meldeten sie das Überfliegen des ungerichteten Funkfeuers von Hsinchu in 11.000 Fuß Höhe und wurden angewiesen, auf 5.000 Fuß zu sinken und dabei das Kreisfunkfeuer von Taoyuan zu überfliegen und anschließend weiter auf 2.000 Fuß zu sinken und dabei den Outer Marker Linkou zu überfliegen. Den Piloten wurden daraufhin die Wetterdaten übermittelt. Um 21:18 Uhr meldeten die Piloten das Überfliegen des Outer Marker Linkou. Die Maschine erhielt dann die Freigabe für einen ILS-gestützten Anflug auf die Landebahn 10 des Flughafens Taipeh-Songshan und die Piloten wurden angewiesen, sich mit der dortigen Anflugkontrolle in Verbindung zu setzen. Die Piloten taten dies und erbaten vom Fluglotsen Anweisungen zur Durchführung der Landung. Der Lotse übermittelte die Windparameter sowie den barometrischen Druck zur Einstellung des Höhenmessers und teilte den Piloten mit, sie sollten den ILS-gestützten Anflug auf Landebahn 10 fortsetzen und sich zu melden, sobald sie die Befeuerung der Landebahn in Sicht hatten. Der Kapitän bestätigte den Erhalt des Funkspruches; dies war der letzte Funkverkehr zwischen der Maschine und der Flugsicherung. Weitere spätere Versuche des Fluglotsen, die Maschine zu kontaktieren, blieben unbeantwortet. Die Maschine sank im Anflug unter den Gleitpfad. Der Funkhöhenmesser ertönte in 350 Fuß Höhe, doch es wurden nicht mehr rechtzeitig korrigierende Maßnahmen eingeleitet. Die Maschine setzte elf Kilometer nordwestlich von Taipeh um 21:20 Uhr auf dem Boden auf, rollte 200 Meter weit und stieg wieder in die Luft. Im nächsten Augenblick streifte sie Bäume und das Dach eines Bauernhauses, ehe sie zu Boden stürzte. Bei dem Unfall starben 21 Personen an Bord der Maschine und ein junger Mann, der das zerstörte Bauernhaus bewohnte.

## Ursache
Die Unfalluntersuchung ergab, dass Kapitän Dew sich während des Unfalls nicht wie vorgesehen im linken Pilotensitz befunden hatte, stattdessen habe er den dienstältesten Flugkapitän und Flugbetriebsleiter der Civil Air Transport, Hugh Hicks, die Landung durchführen lassen. Kapitän Hicks war zwar für die Boeing 727 lizenziert, jedoch auf dem Flug weder als Pilot in Command noch als Trainingspilot vorgesehen. Hicks habe es versäumt, beim Anflug auf den Marker Linkou die Flughöhe zu halten, wodurch die Maschine wesentlich tiefer flog als vorgesehen. Folglich sei es nicht mehr möglich gewesen, dem Gleitpfad zu folgen. Als sich die Warnleuchte des Funkhöhenmessers beim Erreichen einer Flughöhe von 350 Fuß aktivierte, habe es der Kapitän versäumt, korrigierende Maßnahmen einzuleiten und die Maschine hochzuziehen.